# Lew Abramowitsch Polugajewski
Lew Abramowitsch Polugajewski (russisch Лев Абрамович Полугаевский, wiss. Transliteration Lev Abramovič Polugaevskij; * 20. November 1934 in Mahiljou; † 30. August 1995 in Paris) war ein russisch-sowjetischer Schachmeister und zählte in den 1970er und 1980er Jahren zu den Weltmeisterschaftskandidaten.

## Leben

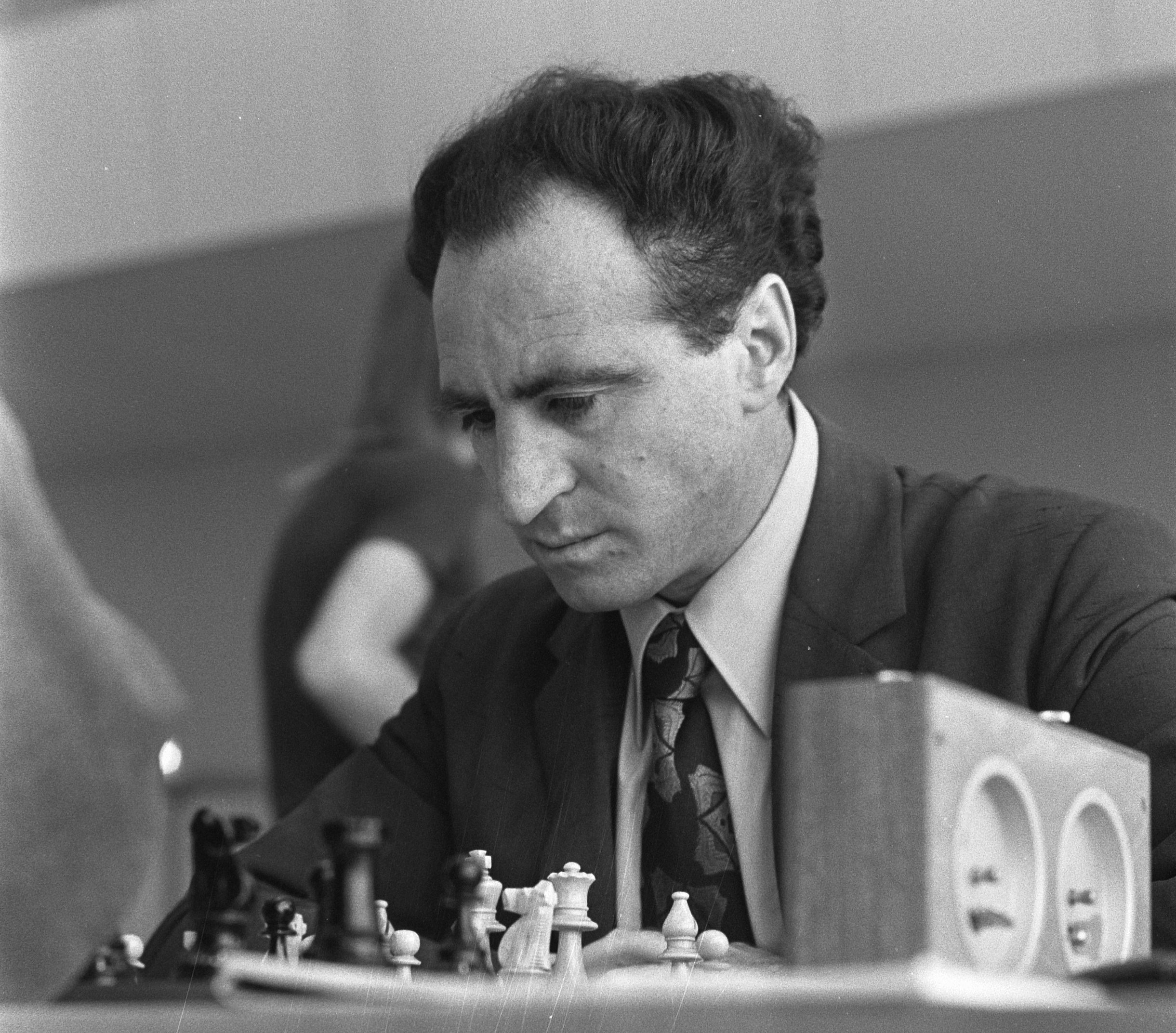
Lew Polugajewski, 1972

Lew Polugajewski verbrachte seine Schul- und Studienzeit in Kuibyschew, wo er 1952–1957 am Industrie-Institut im Fachbereich Industrielle Wärmeenergiewirtschaft eingeschrieben war. Er schloss sein Studium mit dem Grad eines Ingenieurs ab. Seine Leidenschaft war indessen das Schachspiel, das er schon als 7-Jähriger erlernte. Mit 12 Jahren trat er der Schachsektion im städtischen Pionierpalast bei und hatte sich als 18-Jähriger den Titel eines Meisters des Sports erspielt. Bereits 1953 lenkte er die Aufmerksamkeit des Weltmeisters Michail Botwinnik auf sich, der ihm in einer Publikation großes Talent bescheinigte. Im Jahre 1956 spielte er das erste Mal bei einer UdSSR-Meisterschaft und teilte den 5.–7. Platz mit Ratmir Cholmow und dem künftigen Weltmeister Michail Tal. 1961 wurde er Internationaler Meister. Der Durchbruch gelang ihm 1962, als er bei der UdSSR-Meisterschaft Zweiter hinter Boris Spasski wurde und im gleichen Jahr den Großmeistertitel von der FIDE verliehen bekam. Polugajewski wurde drei Mal UdSSR-Meister: 1967 (geteilt mit Michail Tal), 1968 (er besiegte Alexander Nikolajewitsch Saizew im Stichkampf mit 3,5:2,5) und 1969 (geteilt mit Ex-Weltmeister Tigran Petrosjan).
Im Jahr 1970 spielte er erstmals bei einem Interzonenturnier (beim Interzonenturnier Palma de Mallorca 1970), konnte sich allerdings noch nicht für das Kandidatenturnier qualifizieren (9.–10. Platz). Bei seiner nächsten Teilnahme, in Petrópolis 1973, teilte er sich den 2.–4. Platz, was einen nachmaligen Stichkampf zur Folge hatte. Dieser wurde zwischen ihm, Efim Geller und Lajos Portisch in Portorož ausgetragen. Portisch und Polugajewski qualifizierten sich für die Kandidatenkämpfe. Im Viertelfinale 1974 traf Polugajewski auf Anatoli Karpow, der ihn glatt mit 5,5:2,5 besiegte und ein Jahr später, nach Bobby Fischers Rückzug vom Schach, Weltmeister wurde. 1976 qualifizierte sich Polugajewski erneut für die Kandidatenkämpfe. Er wurde gemeinsam mit Vlastimil Hort Zweiter beim Interzonenturnier in Manila. 1977 besiegte er im Viertelfinale den Brasilianer Henrique da Costa Mecking mit 6,5:5,5 (+1 =11 −0) und traf im Halbfinale auf Viktor Kortschnoi, der ihn mit 8,5:4,5 ausschaltete. Beim Interzonenturnier in Riga 1979 gelangte Polugajewski auf den zweiten Rang und war wieder bei den Kandidaten dabei. Im Viertelfinale besiegte er Michail Tal mit 5,5:2,5 (+3 =5 −0) und traf erneut auf Kortschnoi im Halbfinale. Wiederum gelang es Polugajewski nicht, sich gegen ihn durchzusetzen. Er unterlag knapp mit 6,5:7,5 (+2 =9 −3). Er nahm noch an den Interzonenturnieren in Toluca 1982, Biel/Bienne 1985 und Zagreb 1987 teil, doch gelang es ihm nicht mehr, zu den Kandidaten vorzustoßen.
Neben den Qualifikationen zur Weltmeisterschaft errang Polugajewski eine lange Reihe von Erfolgen auf internationalen Turnieren. Die wertvollsten Siege waren Mar del Plata 1962 und 1971, Sarajevo 1964, Beverwijk 1966, Amsterdam 1970 und 1972, Solingen 1974, Sotschi 1976, Wijk aan Zee 1979, Manila 1982, Biel/Bienne 1986 und 1989, Haninge 1988 und Reykjavík 1990.
Polugajewski, der auch als Trainer und Sekundant von Anatoli Karpow während dessen Weltmeisterschaftskämpfen mit Viktor Kortschnoi tätig gewesen war, begann in dieser Richtung nach dem Zusammenbruch der Sowjetunion verstärkt zu arbeiten. 1989 zog er nach Frankreich, wo er französische Spieler, darunter Joël Lautier, trainierte. Polugajewski starb nach einer Krebserkrankung 1995 in Paris und wurde auf dem berühmten Cimetière Montparnasse, unweit von Alexander Aljechin (1892–1946), beigesetzt.
Polugajewski, der als einer der größten Theoretiker der Sizilianischen Verteidigung galt, hat einen großen Beitrag zur Erforschung dieser Eröffnung geleistet. Nach ihm ist die Polugajewski-Variante in der Najdorf-Variante benannt. Sie entsteht nach den Zügen 1. e2–e4 c7–c5 2. Sg1–f3 d7–d6 3. d2–d4 c5xd4 4. Sf3xd4 Sg8–f6 5. Sb1–c3 a7–a6 6. Lc1–g5 e7–e6 7. f2–f4 b7–b5.
Polugajewskis letzte Elo-Zahl betrug 2585, seine höchste Elo-Zahl von 2645 erreichte er im Juli 1972 und erneut im Januar 1975. Seine beste Weltranglistenplatzierung war der dritte Platz, den er im Juli 1972 und Januar 1976 jeweils gleichauf mit Tigran Petrosjan belegte. Vor Einführung der Elo-Zahlen lag seine höchste historische Elo-Zahl bei 2750 im November 1969.

## Partiebeispiel
|   | a | b | c | d | e | f | g | h |   |
| 8 |   |   |   |   |   |   |   |   | 8 |
| 7 |   |   |   |   |   |   |   |   | 7 |
| 6 |   |   |   |   |   |   |   |   | 6 |
| 5 |   |   |   |   |   |   |   |   | 5 |
| 4 |   |   |   |   |   |   |   |   | 4 |
| 3 |   |   |   |   |   |   |   |   | 3 |
| 2 |   |   |   |   |   |   |   |   | 2 |
| 1 |   |   |   |   |   |   |   |   | 1 |
|   | a | b | c | d | e | f | g | h |   |

In der folgenden Partie besiegte Polugajewski mit den schwarzen Steinen bei der UdSSR-Meisterschaft in Moskau 1961 den späteren Weltmeister Spasski.
Spasski–Polugajewski 0:1
Moskau, 26. Januar 1961
Damenindische Verteidigung, E12
1. d4 Sf6 2. c4 e6 3. Sf3 b6 4. Sc3 Lb7 5. Lg5 Le7 6. e3 Se4 7. Sxe4 Lxe4 8. Lf4 0–0 9. Ld3 Lb4+ 10. Kf1 Lxd3+ 11. Dxd3 Le7 12. h4 f5 13. Ke2 d6 14. g4 Sd7 15. Tag1 fxg4 16. Txg4 Sf6 17. Tg5 Dd7 18. h5 Se8 19. Tg2 b5 20. c5 dxc5 21. h6 Tf5 22. Le5 c4 23. De4 Dd5 24. Dg4 c3 25. b3 b4 26. e4 Db5+ 27. Ke3 Tf7 28. hxg7 Sf6 29. Lxf6 Txf6 30. Txh7 Txf3+ 31. Kxf3 Dd3+ 32. Kf4 Ld6+ 33. Kg5 Kxh7 34. Kh5 Db5+ 35. Kh4 Le7+ 36. Kh3 Dg5 37. Dxg5 Lxg5 38. Txg5 Td8 39. f4 Kg8 40. Tc5 Txd4 41. Txc7 Txe4 42. Kg4 e5 43. a3 Txf4+ 44. Kg5 a5 45. axb4 axb4 46. Kg6 Tg4+ 47. Kf6 Kh7 48. g8=D+ Kxg8 49. Kxe5 Tg1 50. Kf6 Tf1+ 51. Ke5 Tb1 0:1

## Nationalmannschaft

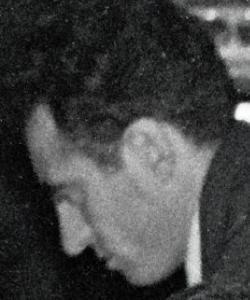
Polugajewski, 1961 in Oberhausen

Polugajewski nahm mit der Sowjetunion an sieben Schacholympiaden teil. Er gewann mit der Mannschaft 1966 in Havanna, 1968 in Lugano, 1970 in Siegen, 1980 in Valletta, 1982 in Luzern und 1984 in Thessaloniki und belegte 1978 in Buenos Aires den zweiten Platz. In der Einzelwertung erreichte er 1966 am zweiten Reservebrett, 1968 am ersten Reservebrett und 1978 am dritten Brett jeweils den zweiten Platz, 1970 am vierten Brett den dritten Platz.
Mit der sowjetischen Mannschaft gewann er außerdem die Mannschaftsweltmeisterschaft 1985 in Luzern, bei der er das beste Einzelergebnis am zweiten Reservebrett erzielte, und die Mannschaftseuropameisterschaften 1961 in Oberhausen, 1970 in Kapfenberg, 1977 in Moskau, 1980 in Skara, 1983 in Plowdiw und 1989 in Haifa. In der Einzelwertung gewann er 1961 am neunten, 1970 am dritten und 1980 am vierten Brett.
Polugajewski wurde sowohl 1970 als auch 1984 für den Wettkampf UdSSR gegen den Rest der Welt in die UdSSR-Auswahl berufen. 1970 unterlag er am vierten Brett Vlastimil Hort mit 1,5:2,5, während er sich 1984 am dritten Brett Viktor Kortschnoi mit 1:2 geschlagen geben musste.

## Vereine
Polugajewski spielte zunächst für Nauka, in den 1960er Jahren für Burevestnik, mit dem er 1961 und 1968 die sowjetische Vereinsmeisterschaft gewann, sowie in den 1970er und 1980er Jahren für Lokomotiv. Am European Club Cup nahm er 1993 mit der Hilversums Schaakgenootschap teil.